# Taekwondo op de Olympische Zomerspelen 2016
Taekwondo is een van de sporten die beoefend werden op de Olympische Zomerspelen 2016 in Rio de Janeiro, Brazilië. De wedstrijden vonden plaats van 17 tot en met 20 augustus in de Arena Carioca.

## Kwalificatie
Aan het toernooi namen 128 taekwondoka's deel, zowel 64 mannen als 64 vrouwen, gelijkelijk verdeeld over de acht gewichtsklassen. In iedere gewichtsklasse nemen zodoende zestien taekwondoka's deel.
Ieder land mocht maximaal acht deelnemers afvaardigen, een per onderdeel. Vier plaatsen waren gereserveerd voor het gastland en vier plaatsen werden verdeeld door de Olympische tripartitecommissie. De overige 120 plaatsen werden verdeeld via diverse kwalificatietoernooien, waarin taekwondoka's quotaplaatsen konden verdienen voor hun NOC, die de startplaats vrij kon invullen.
Quotaplaatsen
| Toernooi                                   | Datum              | Locatie        | Plaatsen |
| ------------------------------------------ | ------------------ | -------------- | -------- |
| Wereldranglijst                            | 17 december 2015   | -              | 6        |
| Europees kwalificatietoernooi              | 16-17 januari 2016 | Istanboel      | 2        |
| Afrikaans kwalificatietoernooi             | 6-7 februari 2016  | Agadir         | 2        |
| Oceanisch kwalificatietoernooi             | 27 februari 2016   | Port Moresby   | 1        |
| Pan-Amerikaans kwalificatietoernooi        | 10-11 maart 2016   | Aguascalientes | 2        |
| Aziatisch kwalificatietoernooi             | 16-17 april 2016   | Pasay          | 2        |
| Gastland of Olympische tripartitecommissie | -                  | -              | 1        |
| Totaal                                     | Totaal             | Totaal         | 16       |

## Programma
De mannen en vrouwen kwamen uit in vier gewichtsklassen. De wedstrijden vonden dagelijks plaats van 09:00 tot 23:05 uur (lokale tijd).
| tot 58 kg   | tot 49 kg   | Goud · Goud |             |             |             | 2 |
| tot 68 kg   | tot 57 kg   |             | Goud · Goud |             |             | 2 |
| tot 80 kg   | tot 67 kg   |             |             | Goud · Goud |             | 2 |
| boven 80 kg | boven 67 kg |             |             |             | Goud · Goud | 2 |
| Totaal      | Totaal      | 2           | 2           | 2           | 2           | 8 |

## Medailles

### Mannen
| Onderdeel           | Goud | Goud                | Zilver | Zilver                      | Brons   | Brons                                   |
| ------------------- | ---- | ------------------- | ------ | --------------------------- | ------- | --------------------------------------- |
| Vlieg (–58 kg) (m)  | CHN  | Zhao Shuai          | THA    | Tawin Hanprab               | KOR DOM | Kim Tae-hun Luisito Pie                 |
| Licht (–68 kg) (m)  | JOR  | Ahmad Abughaush     | RUS    | Alexej Denisenko            | ESP KOR | Joel González Lee Dae-hoon              |
| Midden (–80 kg) (m) | CIV  | Cheick Sallah Cisse | GBR    | Lutalo Muhammad             | AZE TUN | Milad Beigi Harchegani Oussama Oueslati |
| Zwaar (+80 kg) (m)  | AZE  | Radik Isajev        | NIG    | Abdoulrazak Issoufou Alfaga | KOR BRA | Cha Dong-min Maicon Siqueira            |

### Vrouwen
| Onderdeel           | Goud | Goud         | Zilver | Zilver            | Brons   | Brons                                    |
| ------------------- | ---- | ------------ | ------ | ----------------- | ------- | ---------------------------------------- |
| Vlieg (–49 kg) (v)  | KOR  | Kim So-hui   | SRB    | Tijana Bogdanović | AZE THA | Patimat Abakarova Panipak Wongpattanakit |
| Licht (–57 kg) (v)  | GBR  | Jade Jones   | ESP    | Eva Calvo Gómez   | EGY IRI | Hedaya Malak Kimia Alizadeh              |
| Midden (–67 kg) (v) | KOR  | Oh Hye-ri    | FRA    | Haby Niaré        | CIV TUR | Ruth Gbagbi Nur Tatar                    |
| Zwaar (+67 kg) (v)  | CHN  | Zheng Shuyin | MEX    | María Espinoza    | USA GBR | Jackie Galloway Bianca Walkden           |

### Medaillespiegel
| Plaats | Land                   | NOC    | Goud | Zilver | Brons | Totaal |
| ------ | ---------------------- | ------ | ---- | ------ | ----- | ------ |
| 1      | Zuid-Korea             | KOR    | 2    | 0      | 3     | 5      |
| 2      | China                  | CHN    | 2    | 0      | 0     | 2      |
| 3      | Groot-Brittannië       | GBR    | 1    | 1      | 1     | 3      |
| 4      | Azerbeidzjan           | AZE    | 1    | 0      | 2     | 3      |
| 5      | Ivoorkust              | CIV    | 1    | 0      | 1     | 2      |
| 6      | Jordanië               | JOR    | 1    | 0      | 0     | 1      |
| 7      | Thailand               | THA    | 0    | 1      | 1     | 2      |
| 7      | Spanje                 | ESP    | 0    | 1      | 1     | 2      |
| 9      | Rusland                | RUS    | 0    | 1      | 0     | 1      |
| 9      | Niger                  | NIG    | 0    | 1      | 0     | 1      |
| 9      | Servië                 | SRB    | 0    | 1      | 0     | 1      |
| 9      | Frankrijk              | FRA    | 0    | 1      | 0     | 1      |
| 9      | Mexico                 | MEX    | 0    | 1      | 0     | 1      |
| 14     | Dominicaanse Republiek | DOM    | 0    | 0      | 1     | 1      |
| 14     | Tunesië                | TUN    | 0    | 0      | 1     | 1      |
| 14     | Brazilië               | BRA    | 0    | 0      | 1     | 1      |
| 14     | Egypte                 | EGY    | 0    | 0      | 1     | 1      |
| 14     | Iran                   | IRI    | 0    | 0      | 1     | 1      |
| 14     | Turkije                | TUR    | 0    | 0      | 1     | 1      |
| 14     | Verenigde Staten       | USA    | 0    | 0      | 1     | 1      |
| Totaal | Totaal                 | Totaal | 8    | 8      | 16    | 32     |